# أميرة حلمي مطر
أميرة حلمي مطر، كاتبة وباحثة، وأستاذة جامعية في الفلسفة مصرية من مواليد 1930. حاصلة على الدكتوراه في الفلسفة من جامعة القاهرة. لها عدة دراسات وأبحاث وترجمات في الفلسفة. حائزة على جوائز عديدة منها جائزة الدولة التشجيعية في العلوم الاجتماعية من المجلس الأعلى للثقافية في عام 1985.

توفت في  ٨ يوليو تموز ٢٠٢٥  
2025/7/8

## السيرة المهنية
ولدت أميرة حلمي مطر في حي حدائق القبة في القاهرة عام 1930. كان والدها من كبار المهندسيين وحاصل على الدكتوراه في الهندسة الكيماوية من جامعة مانشستر بإنجلترا. درست أميرة في كلية البنات في الزمالك ثم التحقت إلى كلية الآداب قسم الفلسفة في جامعة القاهرة. كانت مطر الطالبة الوحيدة من ضمن ثلاثين طالبا. حصلت على الليسانس في عام 1952 وكانت الأولى على دفعتها. عُينت بعد تخرجها بثلاث سنوات معيدةً في نفس القسم بسبب تفوقها في الفلسفة اليونانية وعلم الجمال. وتخصصت مطر أيضا في دراسة العلوم السياسية ونالت على دبلوم الماجستير فيها. وفي عام 1955 نالت على شهادة الماجستير الثانية في الفلسفة من جامعة القاهرة. وبعدها بسنوات تزوجت مطر وحصلت على شهادة الدكتوراه في الفلسفة من الجامعة نفسها في عام 1961. تلمذت على يد أساتذة كبار في الفلسفة منهم عبد الرحمن بدوي، ومصطفى سويف، وزكي نجيب محمود، وغيرهم.
ترأست مطر قسم الفلسفة في جامعة القاهرة منذ عام 1975 وحتى عام 1981. وشغلت عضوية جمعيات عديدة منها جمعية الفلسفة اليونانية، وجمعية الفلسفة المصرية، ولجنة الفلسفة بالمجلس الأعلى للثقافة وغيرهم. بالإضافة إلى هذا، فقد أصدرت مطر حتى الآن ما يزيد عن أكثر من 5 كتب في الفلسفة ودراسات وأبحاث عديدة في علم الفلسفة والجمال. هذا بالإضافة لإشرافها للعديد من أطروحات الماسجتير والدكتوراه في الفلسفة. وتتقن مطر لغات عديدة مثل اللغة اليونانية القديمة، واليونانية، والإنجليزية، والفرنسة. وقد ترجمت عن اللغة الإنجليزية واليونانية كتب في الفلسفة عديدة منها كتاب جمهورية أفلاطون ، وكتاب محاورتا ثياتيتوس وفايدروس أو عن العلم والجمال. وفي عام 1985 حصلت على جائزة الدولة التشجيعية في العلوم الاجتماعية من المجلس الأعلى للثقافة، وجائزة الدولة للتفوق في العلوم الاجتماعية من المجلس الأعلى للثقافة في عام 2004، ونالت على وسام العلوم والفنون من الطبقة الأولى.

## المؤلفات
- الفلسفة اليونانية: تاريخها ومشكلاتها، مكتبة بستان المعرفة للطباعة والنشر والتوزيع، 1988
- الفلسفة السياسية: من أفلاطون إلى ماكرس، دار المعارف، 1995
- فلسفة الجمال: أعلامها ومذاهبها، مكتبة الأسرة – الأعمال الفكرية، الطبعة الأولى، 2003
- عن القيم والعقل في الفلسفة والحضارة، الهيئة المصرية العامة للكتاب، 2010
- مدخل إلى علم الجمال وفلسفة الفن، دار التنوير، 2013

### ترجمات
- فايدروس: أو عن الجمال، 1969
- الفكر الإسلامي وتراث اليونان، الهيئة المصرية العامة للكتاب، 1997
- جمهورية أفلاطون، مكتبة الأسرة، 1965
- محاورتا ثياتيتوس وفايدروس أو عن العلم والجمال، التنوير، 2014

## الجوائز
- وسام العلوم والفنون من الطبقة الأولى
- جائزة الدولة التشجيعية في العلوم الاجتماعية من المجلس الأعلى للثقافية، 1985
- جائزة الدولة التفوق في العلوم الاجتماعية من المجلس الأعلى للثقافة، 2003